# György Surányi
György Surányi (* 3. ledna 1954 Budapešť) je maďarský ekonom, ředitel a předseda představenstva maďarského finančního ústavu CIB Bank. V letech 1990–1991 a 1995–2001 byl guvernérem Maďarské národní banky. Na jaře 2009 byl navržen jako vhodný kandidát pro řízení nově vznikající úřednické vlády, z kandidatury však ustoupil, jelikož neměl podporu všech parlamentních stran, kterou požadoval.

## Biografie
György Surányi se narodil dne 3. ledna 1954 v Budapešti. V roce 1977 vystudoval na Marx Károly Közgazdaságtudományi Egyetemen (dnes Budapesti Corvinus Egyetem) ekonomii a poté řadu let pracoval v ekonomickém výzkumném ústavu. Od roku 1980 je ženatý s Dr.Judit Marmoly a má sní dvě děti. Dcera Szilvia se narodila v roce 1983 a syn Gábor v roce 1985.

## Kariéra
V letech 1990-1991 a 1995-2001 byl guvernérem Maďarské národní banky. V této funkci významně přispěl společně s tehdejším ministrem financí Lajosem Bokrosem ke snížení inflace a obnovení rovnováhy maďarské ekonomiky. Rovněž hrál klíčovou roli při hledání východiska z ekonomické krize v letech 1995 až 1996. V minulosti již mnohokrát kritizoval vládu MSZP za nedostatek přísnosti v ekonomice. V lednu 2002 varoval středoevropské země před zbrklým přijímáním eura krátce po vstupu do EU. V současné době je ředitelem a předsedou představenstva maďarského finančního ústavu CIB Bank.

### Možná politická kariéra
Po rezignaci premiéra Ference Gyurcsányho, který odstoupil z důvodu umožnit tak sestavení nové vlády s novým předsedou a pomoci tak k prosazení důležitých reforem a škrtům ve státním rozpočtu, byly jako vhodnými kandidáty na post předsedy vlády navrženi György Surányi, Ferenc Glatz a András Vértes.
Jelikož vládní MSZP vede menšinovou vládu, bude se muset na kandidátovi dohodnout s opozicí, a to zejména s bývalým koaličním partnerem SZDSZ. Předseda SZDSZ Gábor Fodor dne 23. března v rozhlase prohlásil, "že ze tří kandidátů je pro ně přijatelný György Surányi."
Jeho kandidaturu následně dne 25. března SZDSZ podpořil. Obě strany tak drží společně v parlamentu absolutní většinu, proto měl Surányi výraznou šanci stát se příštím maďarským premiérem. Naproti tomu prezident László Sólyom prohlásil, že nejlepší cestou pro recesí postižené Maďarsko by byly předčasné volby. Ty požaduje i předseda nejsilnější opoziční strany Fidesz Viktor Orbán, pro kterého je György Surányi jako premiér rovněž nepřijatelný.
Následně dne 26. března 2009 György Surányi oznámil, že se o post ministerského předsedy ucházet nebude. Jelikož již 24. března uvedl, že se funkce premiéra ujme jen tehdy, když bude mít podporu všech parlamentních stran, a tu nemá. Maďarským premiérem byl nakonec dne 14. dubna 2009 zvolen tehdejší ministr národního rozvoje a hospodářství Gordon Bajnai.